# Волчий Ракит (Немецкий национальный район)
Волчий Ракит — упразднённое село в Немецком национальном районе Алтайского края. Ликвидировано в 1963 году.

## География
Село располагалось в 6 км к юго-западу от села Подсосново.

## История
Основано в 1907 году, немцами переселенцами с Поволжья. До 1917 года лютеранско-католическое село Подсосновской волости Барнаульского уезда Томской губернии. В 1931 году организован колхоз «Красный Путиловец», затем отделение колхоза имени Кирова. В 1963 году село ликвидировано, население переселено в села Камыши и Подсосново.

## Население[2]
| год     | 1911 | 1926 |
| ------- | ---- | ---- |
| человек | 269  | 310  |